# Rosa Montero Gayo
Rosa Montero Gayo (Madrid, 3 de gener de 1951) és una periodista i escriptora espanyola. D'origen humil, va estudiar Periodisme i Psicologia, encara que va abandonar aquesta última carrera en quart curs. Va col·laborar amb grups de teatre independent, com Cànon o Tábano, alhora que començava a publicar en diversos mitjans informatius (Fotogramas, Diario Pueblo, Posible, etc.).
Des de finals de 1976 treballa de manera exclusiva per al diari El País, en el qual fou redactora en cap del suplement dominical durant 1980-1981. El 1981 va guanyar el Premi Nacional de Periodisme per reportatges i articles literaris. El 1997 va guanyar el Premi Primavera per La hija del caníbal, obra que a l'any següent també va rebre el premi a la millor novel·la atorgat pel Cercle de Crítics de Xile. La loca de la casa va guanyar el premi Qué Leer a la millor novel·la espanyola de 2003 i el Grinzane Cavour al millor llibre estranger publicat a Itàlia en 2004. Historia del Rey Transparente va obtenir el Premi Que Leer a la millor novel·la espanyola de 2005, a més del Premi Mandarache de 2007. La seva obra està traduïda a una vintena de llengües.
Durant l'any 2013 va debutar a la televisió amb Dictadoras, una sèrie de quatre programes dedicats a les dones dels dictadors més temuts de la història, emesa a la cadena argentina Todo Noticias. El 2014 també es publica un llibre amb el mateix títol basat en aquests programes.
El 2017 va guanyar el Premi Nacional de les Lletres Espanyoles en reconeixement de la seva trajectòria.

## Obres
Novel·la

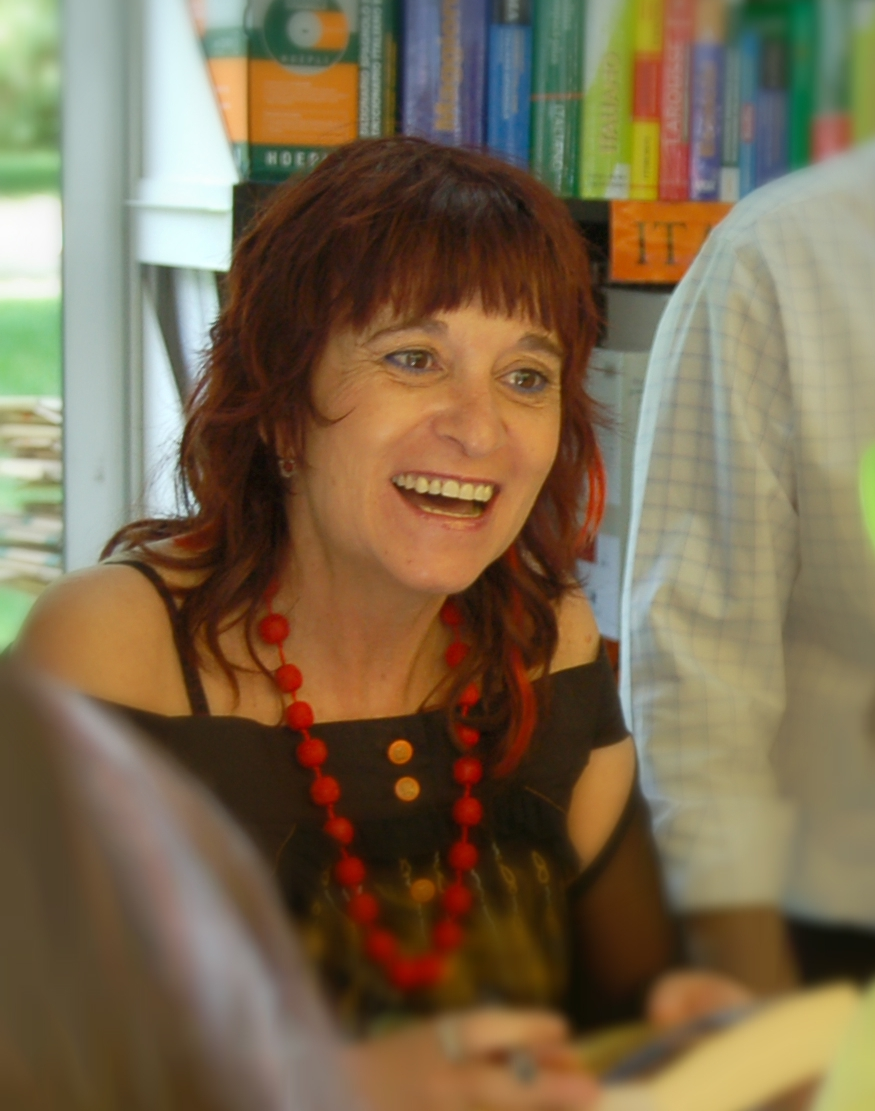
Rosa Montero firmant a la Fira del Llibre de Madrid 2007.

- Crónica del desamor (Debate, 1979)
- La función Delta (Debate, 1981)
- Te trataré como a una reina (Seix Barral, 1983)
- Amado amo (Debate, 1988)
- Temblor (Seix Barral, 1990)
- Bella y oscura (Seix Barral, 1993)
- La hija del caníbal (Espasa, 1997)
- Amantes y enemigos (Alfaguara, 1998)
- El corazón del tártaro (Espasa, 2001)
- La loca de la casa (Alfaguara Arxivat 2007-03-11 a Wayback Machine., 2003)
- Historia del Rey Transparente Arxivat 2007-05-20 a Wayback Machine. (Alfaguara, 2005)
- Lágrimas en la lluvia (Seix Barral, 2011)
- La ridícula idea de no volver a verte (Seix Barral, 2013)
- El peso del corazón (Seix Barral, 2015)
- La carne (Alfaguara, 2016)
- El peligro de estar cuerdo[4]

Novel·la juvenil
- El nido de los sueños (Siruela, 1991, 2004)

Contes infantils
- Las barbaridades de Bárbara (Alfaguara Infantil y Juvenil, 1996)
- El viaje fantástico de Bárbara (Alfaguara Infantil y Juvenil, 1997)
- Bárbara contra el Doctor Colmillos (Alfaguara Infantil y Juvenil, 1998)

Relats
- Doce relatos de mujer (amb onze autors) (Alianza, 1982)
- El puñal en la garganta Arxivat 2007-07-16 a Wayback Machine. (Alfaguara, 1994) (en el vol. col·lectiu "Relatos urbanos")
- Amantes y enemigos Arxivat 2007-10-25 a Wayback Machine.. Cuentos de parejas (Alfaguara, 1998)
- Las madres no lloran en Disneylandia (Relato, 1999)
- Cuentos del mar (amb vuit autors) (Ediciones B, 2001)

Assaig periodístic
- España para ti para siempre (AQ Ediciones, 1976)
- Cinco años de país (Debate, 1982)
- La vida desnuda (Aguilar Arxivat 2007-04-09 a Wayback Machine., 1994)
- Historias de mujeres[Enllaç no actiu] (Alfaguara, 1995)
- Entrevistas (Aguilar Arxivat 2007-04-09 a Wayback Machine., 1996)
- Pasiones (Aguilar, 1999)
- Estampas bostonianas y otros viajes (Península, 2002)
- Lo mejor de Rosa Montero (Espejo de tinta, 2005)